# Etelfred

Regnes anglosaxons en el segle VII.

Etelfred o Æthelfrith (mort el 616) fou rei de Bernícia des del 593 fins al 616 i també monarca del Regne de Deira, els dos territoris que més tard definirien el Regne de Northúmbria. Així doncs, Etelfred es considera el primer rei de Northúmbria, especialment notable en la seva lluita contra els britans i els gaèlics de Dál Riata. Malgrat que finalment fou mort en batalla i el tron de Northúmbria fou ocupat per una dinastia rival, els seus descendents recuperarien el poder el 630.

## Família
Etelfred era fill d'Etelric i net d'Ida de Bernícia. Aparentment va prendre el poder després de destronar el rei Hussa cap al 592 o 593. Després de dotze anys com a rei de Bernícia, va fer-se també amb el tron del regne veí de Deira, considerant-se així que Etelfred fou el primer rei i fundador del Regne de Northúmbria.

## Conquestes
Beda recull en la seva obra els èxits d'Etelfred sobre els britans. Va destruir l'exèrcit enemic en la batalla de Catraeth, expandint el territori de Bernícia des de la costa cap a l'interior.
Alarmat pels èxits d'Etelfred, el rei irlandès dels Dál Riata, Áedán mac Gabráin, va reunir un gran exèrcit el 603 i ambdós reis s'enfrontaren a la batalla de Degsastan. La majoria dels homes d'Áedán foren morts i el mateix rei va fugir per no tornar. Però la batalla va ocasionar també grans pèrdues a Etelfred, que va perdre el seu germà Teeobald i tots els homes que aquest comandava. La presència de Hering, fill d'Hussa, predecessor d'Etelfred, entre els invasors sembla indicar que la lluita dinàstica pel tron de Bernícia seguia latent. Després de la batalla, és possible que Etelfred arribés a un acord amb el poble de Dál Riata, ja que a la seva mort, els seus fills hi buscaren refugi entre els irlandesos.
Etelfred va guanyar el control de Deira cap al 604, enviant a l'exili a Edwin, fill de l'antic rei Ælla, i a Hereric, nebot d'Edwin. No és clar com Etelfred va pujar al poder; suggerint-se que bé fou per conquesta o bé que fou la formalització d'una relació ja existent entre els dos regnes. Fos com fos, Edwin va refugiar-se primerament en la cort del regne de Gwynedd, i després a Mèrcia, on es va casar amb la filla del rei Cearl. Finalment, Edwin va anar a parar a la cort de l'Ànglia de l'Est, on la seva presència acabaria precipitant els fets que provocarien la fi d'Etelfred.
El 604 naixia el fill d'Etelfred, Osvald. La mare d'Osvald era Acha, filla d'Ælla i, per tant, germana del fugitiu Edwin. De nou no és clar si Etelfred ja estava casat amb Acha abans de prendre el control de Deira, o bé s'hi va casar més tard per refermar el seu poder sobre la dinastia rival.
Entre el 613 i el 616, Etelfred prosseguia amb les seves campanyes militars atacant el Regne de Powys, derrotant les seves tropes en la batalla de Chester, on va morir el rei de Powys, Selyf ap Cynan. Etelfred també va massacrar un miler de monjos cristians que estaven entre els britans Cal recordar que Etelfred era pagà i que la conversió de Northúmbria al cristianisme no es produiria fins més tard.
La victòria d'Etelfred a Chester fou estratègicament molt important doncs va separar els pobles britons en dos grans grups: els del sud es van concentrar a Gal·les, aïllats dels del nord.

## Rivals
Etelfred no es va oblidar dels seus rivals i seguint les seves ordres, Hereric (nebot d'Edwin) fou enverinat mentre estava refugiat a la cort del Regne d'Elmet. També va intentar assassinar Edwin, que es trobava a l'Ànglia de l'Est sota la protecció del rei Raedwald. Etelfred va enviar missatgers oferint importants sumes de diners per la mort del seu rival i com aquestes no tingueren l'efecte desitjat, també va amenaçar Raedwald amb la guerra. Sembla que finalment Raedwald va acceptar entregar Edwin als homes d'Etelfred, però la seva esposa el va dissuadir a darrera hora.
Llavors, Raedwald va reunir un exèrcit i va marxar contra Northúmbria, agafant Etelfred per sorpresa. Les tropes d'Etelfred eren menys nombroses i foren derrotades a prop del riu Idle. Etelfred va morir en batalla.
Edwin va esdevenir rei de Deira i Bernícia, mentre els fills d'Etelfred, Eanfred, Osvald, i Oswiu fugien al nord.
La seva línia dinàstica, però, no es va perdre, ja que quan Edwin fou mort en la batalla de Hatfield Chase (633), Eanfred va recuperar temporalment el tron de Bernícia, i a la seva mort, el seu germà Osvald va recuperar el tron de tota Northúmbria, amb els seus descendents ocupant el tron fins a la primera part del segle viii.

## Matrimoni i descendents
La seva esposa fou Acha de Deira, filla d'Ælla de Deira i germana d'Edwin de Northúmbria. Els seus fills foren vuit:
- Eanfrith de Bernícia (590–634)
- Osvald de Northúmbria (c 604 – 5 Agost 642)
- Oswiu de Northúmbria (c. 612 – 15 Febrer 670)
- Oswudu
- Oslac
- Oslaf
- Offa
- Æbbe